# Giuseppe Zugaro De Matteis
Giuseppe Zugaro De Matteis (Caporciano, 13 luglio 1902 – 28 agosto 1988) è stato un politico italiano, senatore della Repubblica nella I e II legislatura e sindaco di Pescara.

## Biografia
Nato a Caporciano nel 1902, conseguì la laurea in giurisprudenza presso l'Università Cattolica di Milano, diventando avvocato. Trasferitosi a Pescara, diventò presidente dell'ordine degli avvocati della provincia.
Alle elezioni politiche del 1948 si candidò al Senato della Repubblica con la Democrazia Cristiana nel collegio di Pescara, non risultando però eletto per la I legislatura repubblicana. Subentrò tuttavia il 10 luglio 1952 a Mosè Ricci, deceduto due giorni prima, restando in carica fino alla fine della legislatura nell'anno seguente. Durante il suo mandato fu membro della 11ª Commissione permanente (Igiene e sanità).
Alle elezioni politiche del 1953 si candidò nuovamente al Senato, non venendo eletto nemmeno per la  II legislatura. Subentrò però a Raffaele Caporali il 28 giugno 1957 e restò in carica fino alla scadenza naturale dell'anno successivo. In tale legislatura fu membro della 10ª Commissione permanente (Lavoro, emigrazione e previdenza sociale).
Ricandidatosi anche alle elezioni politiche del 1958 non venne nuovamente eletto. A seguito delle elezioni amministrative del 1964 venne eletto sindaco di Pescara dal nuovo Consiglio comunale, carica che mantenne fino al 1970. Morì nel 1988.